# Madremyia clausa
Madremyia clausa är en tvåvingeart som först beskrevs av Villeneuve 1937.  Madremyia clausa ingår i släktet Madremyia och familjen parasitflugor. Arten är reproducerande i Sverige. Inga underarter finns listade i Catalogue of Life.